# K Eendracht Genootschap Gistel
Maillots
Dernière mise à jour : 3 août 2017.
La Koninklijke Eendracht Genootschap Gistel est un club de football belge fondé en 1921 et localisé dans la commune de Gistel en Flandre occidentale. Ce club porte le matricule 189. Ses couleurs sont le rouge et le blanc. Il évolue en deuxième provinciale lors de la saison 2017-2018 et a disputé 5 saisons dans les divisions nationales belges, toutes en Promotion.

## Histoire

### Club-ascenseur dans les séries provinciales
L'Eendracht Genootschap Gistel est fondé en 1921 et s'affilie à l'URBSFA le 7 juin 1922. Il débute les compétitions régionales trois mois plus tard et en décembre 1926, il reçoit le matricule 189. Le club gravit petit à petit les échelons dans les séries régionales, jusqu'à atteindre le plus haut niveau avant les séries nationales. Mais après la Seconde Guerre mondiale, le club chute dans la hiérarchie et retombe en quatrième provinciale, le plus bas niveau du football belge.
Le 4 septembre 1952, le club, reconnu « Société Royale » adapte son nom et devient le Koninklijke Eendracht Genootschap Gistel. Au tournant des années 1970, le club, dirigé par l'ancien gardien de but international belge Léopold Gernaey, remporte le titre de « P4 » en 1969, suivi d'un autre en « P3 » deux ans plus tard pour revenir en deuxième provinciale. En 1973, le club recule d'un cran et après huit saisons en troisième provinciale, il est de nouveau relégué au plus bas niveau en 1981. Quatre ans plus tard, le club remporte un nouveau titre et est promu à l'échelon supérieur mais il ne peut s'y maintenir et redescend directement. Il ne met qu'un an avant de remonter en troisième provinciale et cette fois il s'y maintient facilement. En 1992, le club décroche le titre dans sa série et revient en deuxième provinciale.

### Ascension vers la Promotion
Le 25 juillet 1993, le club inaugure son nouveau stade De Kegge, construit sous l'impulsion du bourgmestre Redgy Tulpin. Le club réalise de bonnes performances en championnat et participe au tour final pour l'accession à la première provinciale en 1995 et en 1997, sans parvenir à décrocher la montée. Finalement, le KEG Gistel remporte le titre dans sa série en 1998 et revient au plus haut niveau provincial un demi-siècle après l'avoir quitté. Le club y obtient de bons résultats et grâce à une troisième place finale en 2001, il peut participer au tour final pour tenter de monter en Promotion. Il y élimine successivement le KVV Coxyde et le White Star Lauwe, se qualifiant ainsi pour le tour final interprovincial. Il y est battu dès le premier tour par le FC Spa (4-1) et manque donc la montée au niveau national. Mais quelques jours plus tard, le K. SV Waregem, qui avait terminé cinquième en Promotion, se déclare en faillite et cesse ses activités. Une place est donc libérée au quatrième niveau national pour un club de Flandre-Occidentale, ce dont profite le KES Gistel en tant que vainqueur du tour final provincial.

### Passage en Promotion et grosses difficultés financières
Pour ses débuts en Promotion, le club se classe septième. La saison suivante, il termine troisième et remporte le classement d'une tranche, ce qui lui permet de participer au tour final pour la montée en Division 3. Il y est battu dès le premier tour par Wuustwezel (1-1 puis 3-1 aux tirs au but) et reste donc en Promotion. Après deux saisons tranquilles, le club connaît de graves problèmes financiers à cause de la perte de sponsors importants. Un membre du comité de direction du club annonce au début du mois de juin 2005 que le club va se retirer et repartir en quatrième provincial. L'Union Belge réagit immédiatement et annonce au SK Oostnieuwkerke qu'il est repêché et promu en Promotion. Mais cette annonce est démentie par le club qui demande sa réintégration dans le championnat de Promotion 2005-2006, arguant du fait qu'aucune demande officielle de retrait n'a été faite auprès de la fédération nationale. Le club obtient gain de cause devant la justice et est réintégré en Promotion, dans une série qui compte donc 17 équipes, l'Union Belge ne pouvant pas replacer Oostnieuwkerke en première provinciale.

### Recul en provinciales
Mais ce sursis n'est qu'éphémère pour le KEG Gistel. Alignant en majorité des espoirs, l'équipe ne marque qu'un seul point durant la saison, lors de l'avant-dernière des 32 journées de championnat, contre Evergem Center (2-2) et termine fort logiquement bon dernier dans sa série avec une différence de buts de -152 (10 buts inscrits et 162 buts encaissés). Relégué vers les séries provinciales, Gerrit Van Geit devient le nouveau président du club. Les problèmes financiers et l'absence de joueurs d'expérience se font toujours cruellement ressentir, le cercle ne pouvant éviter une seconde relégation consécutive, le renvoyant ainsi en « P2 » en juin 2007. Deux ans plus tard, Johan Dierendock prend le club en mains avec comme objectif de favoriser la formation des jeunes. Le club recule néanmoins en troisième provinciale et rechute même jusqu'en « P4 » en 2011, dont il s'extrait deux ans plus tard à la faveur d'un titre remporté dans sa série. En 2015-2016, il évolue toujours en troisième provinciale.

## Résultats dans les divisions nationales
Statistiques mises à jour au 12 mai 2015

### Bilan
| Niv | Divisions     | Jouées | Titres | TM Up | TM Down |
| --- | ------------- | ------ | ------ | ----- | ------- |
| I   | 1re nationale | 0      | 0      |       |         |
| II  | 2e nationale  | 0      | 0      |       |         |
| III | 3e nationale  | 0      | 0      |       |         |
| IV  | 4e nationale  | 5      | 0      | 1     |         |
| V   | 5e nationale  | 0      | 0      |       |         |
|     |               |        |        |       |         |
|     | TOTAUX        | 5      | 0      | 1     | 0       |

- TM Up : test-match pour départager des égalités, ou toutes formes de Barrages ou de Tour final pour une montée éventuelle.
- TM Down : test-match pour départager des égalités, ou toutes formes de Barrages ou de Tour final pour le maintien.

### Classement saison par saison
| Ordre               | Saison  | Nom du club  | Niveau            | Classement final | Remarques  |
| ------------------- | ------- | ------------ | ----------------- | ---------------- | ---------- |
| 1                   | 2001-02 | K. EG Gistel | Promotion série A | 7e/16            |            |
| 2                   | 2002-03 | K. EG Gistel | Promotion série A | 3e/16            | Tour final |
| 3                   | 2003-04 | K. EG Gistel | Promotion série A | 9e/16            |            |
| 4                   | 2004-05 | K. EG Gistel | Promotion série A | 5e/16            |            |
| 5                   | 2005-06 | K. EG Gistel | Promotion série A | 17e/17           | Relégué!   |
| séries provinciales |         |              |                   |                  |            |